# Pterotaea lira
Pterotaea lira är en fjärilsart som beskrevs av Frederick H. Rindge 1970. Pterotaea lira ingår i släktet Pterotaea och familjen mätare. Inga underarter finns listade.